# Trang phục Afghanistan

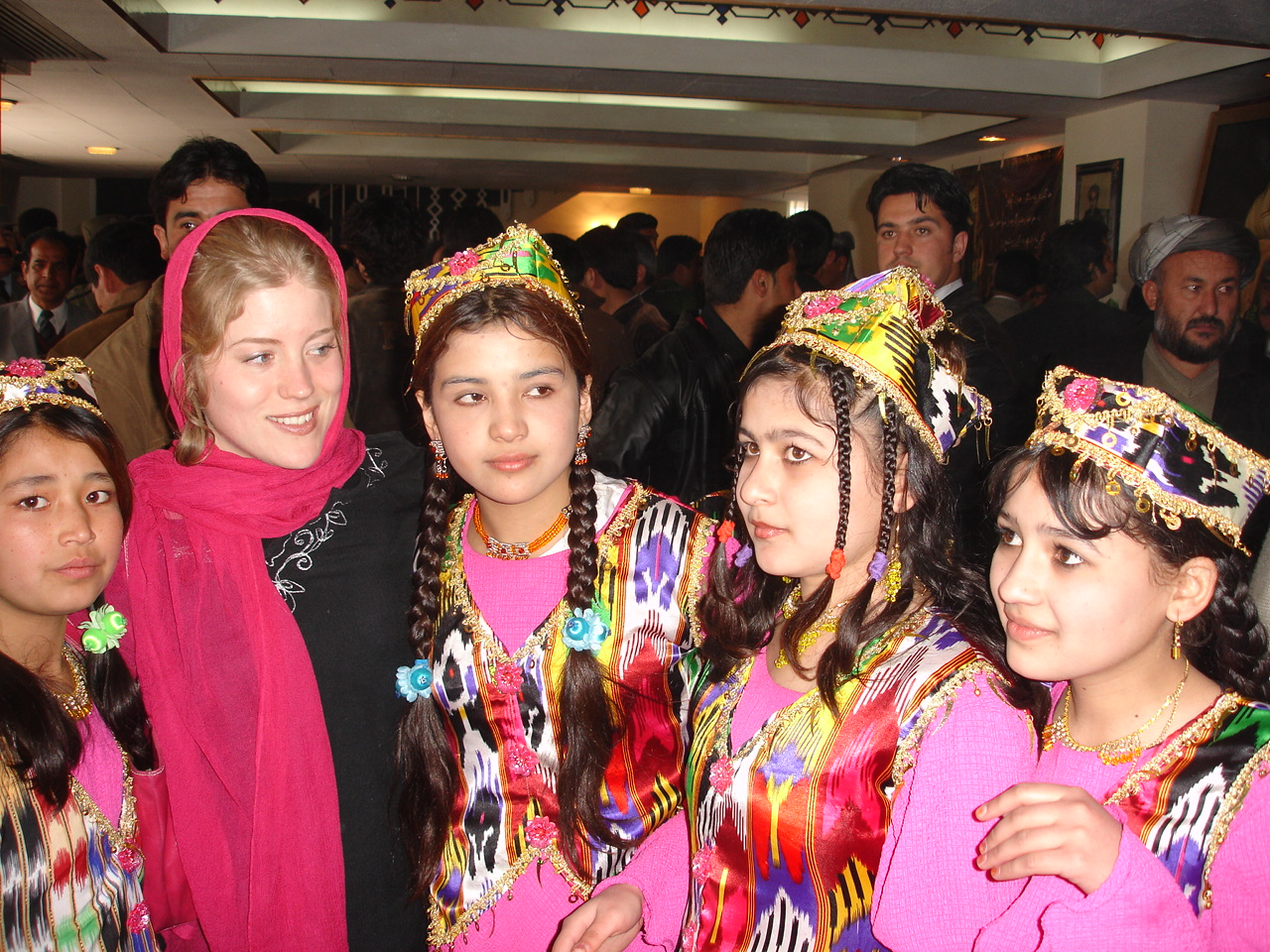
Người Uzbek ở Afghanistan

Phong cách trang phục Afghanistan phản ánh rằng Afghanistan là quê hương của nhiều dân tộc khác nhau như Tajik, Pashtun, Hazara, người Uzbek và các dân tộc nhỏ hơn như Aimaq, Turkmen, Baloch, Pashayi, Nuristani, Arab, Brahui, Pamiri và Gurjar. Họ có truyền thống đặc biệt của riêng họ.

## Kiểu dáng

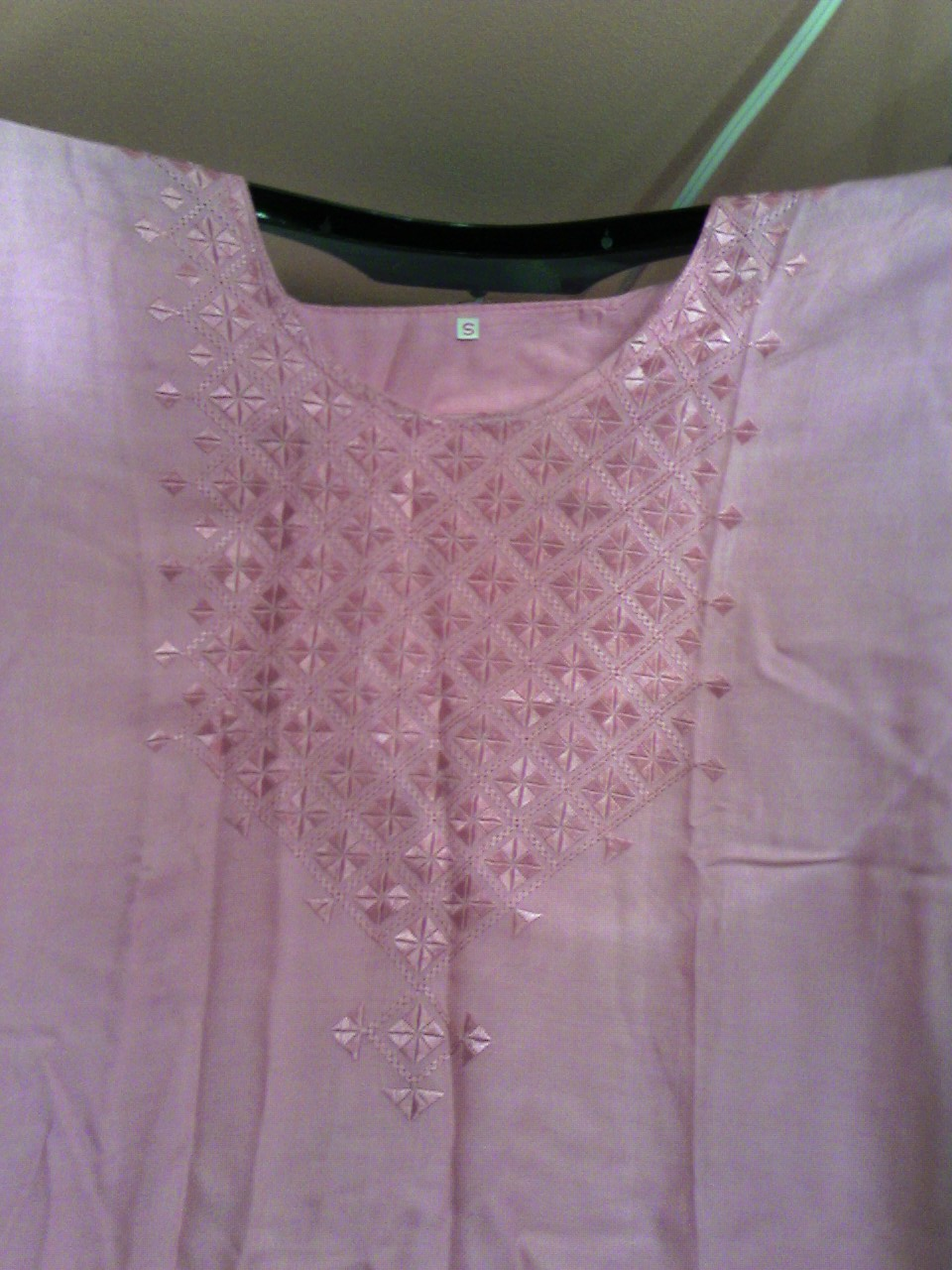
Áo có "Kandahari doozi" (một kiểu thêu)

Trang phục của nam giới bao gồm khet partug, perahan tunban, turban và kiểu áo khoác địa phương.
Nói chung, trang phục truyền thống của phụ nữ ở Afghanistan được làm từ vải lanh nhẹ và vừa vặn để dễ di chuyển. Chúng có nhiều màu sắc và có các chi tiết. Một phong cách độc đáo của trang phục thường ngày của phụ nữ là khâu thêu Kandahari doozi của thành phố Kandahar. Đây là kiểu khâu rất phức tạp trên vải lanh với các hình dạng và họa tiết khác nhau bằng cách sử dụng các sợi rất mỏng. Thiết kế càng phức tạp, giá may càng đắt.
Những chiếc váy cầu kỳ và phức tạp hơn được thể hiện chi tiết bằng chỉ vàng (Zardozi), hạt vàng và có nhiều màu khác nhau trên vải lụa. Những chiếc váy này thường được mặc cho những dịp đặc biệt và đám cưới. Một số phụ nữ vẫn mặc burqa ngay cả sau khi Taliban sụp đổ năm 2011.

## Trang phục Pashtun
Là một dân tộc chủ yếu ở nông thôn và bộ lạc, trang phục Pashtun của Afghanistan thường được làm từ vải lanh nhẹ, và vừa vặn để dễ di chuyển. Trang phục Pashtun bao gồm các hình thức địa phương của shalwar kameez, được làm khác nhau cho nam và nữ.

### Quần áo nam
Trang phục nam truyền thống bao gồm Khet partug và Perahan tunban. Nam giới thường đội kufi, mũ Kandahari, turban lungee hoặc patkay truyền thống, mũ Mazari, mũ sindhi hoặc pakul như mũ đội đầu truyền thống. Các nhà lãnh đạo Pashtun đôi khi đội mũ karakul, giống như Tổng thống Hamid Karzai và các cựu vương của Afghanistan.

### Váy nữ

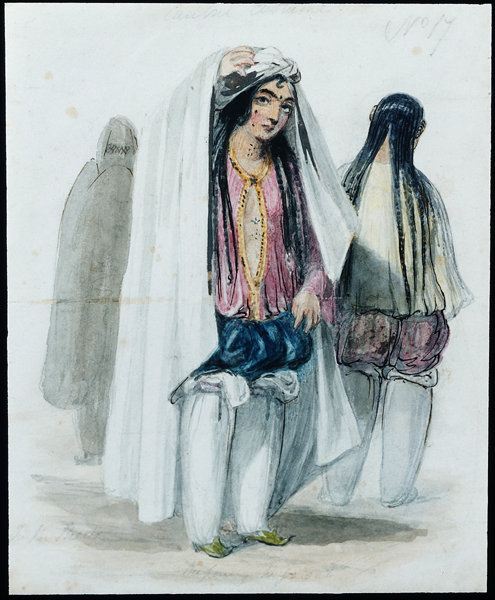
Phụ nữ trên đường phố, chuẩn bị ra ngoài, trang phục của người Afghanistan, Phác họa Afganistán của James Atkinson 1842

Trang phục nữ truyền thống là Firaq partūg. Phụ nữ mặc quần dài màu, một áo kamīs dài với một chiếc thắt lưng. Đôi khi, họ sẽ mặc burqa bao trùm lên bộ trang phục này hoặc một tsādar trên đầu.
Nhiều người trong số các nhóm sắc tộc sống cùng với người Pasthun ở Afghanistan, Pakistan cũng đã chấp nhận trang phục này vì sự thoải mái hoặc văn hóa đại chúng. Trang phục Pashtun là trang phục phổ biến nhất trong các loại trang phục ở Afghanistan, đặc biệt là trang phục nữ được gọi là Gand-e-Afghani.

## Thư viện ảnh Khet partug

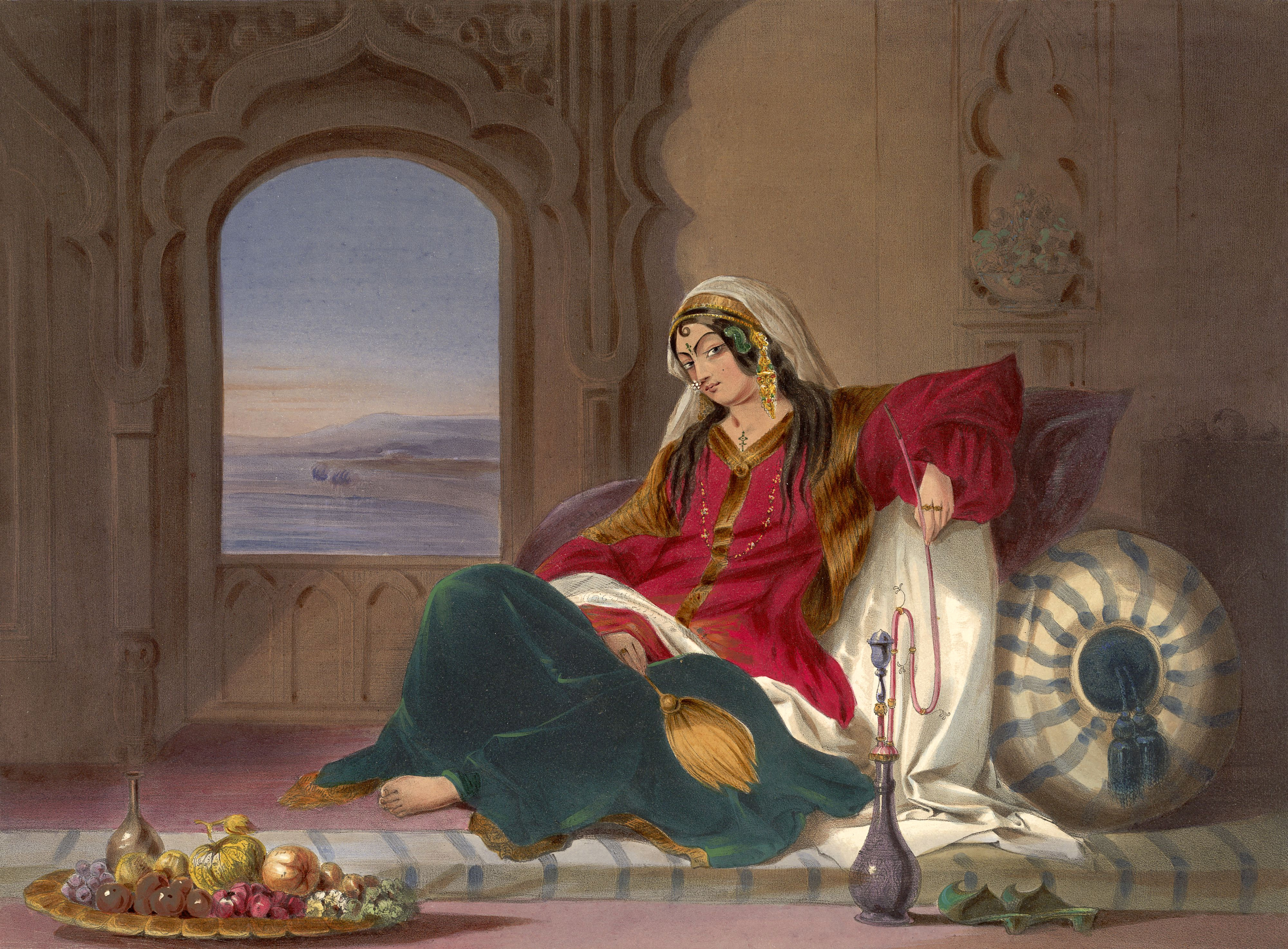
Quý bà Kandahar 1848
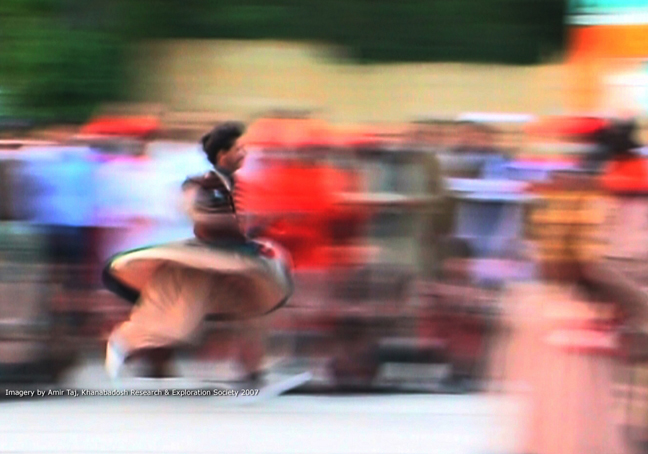
Vũ công Khattak mặc khet partug
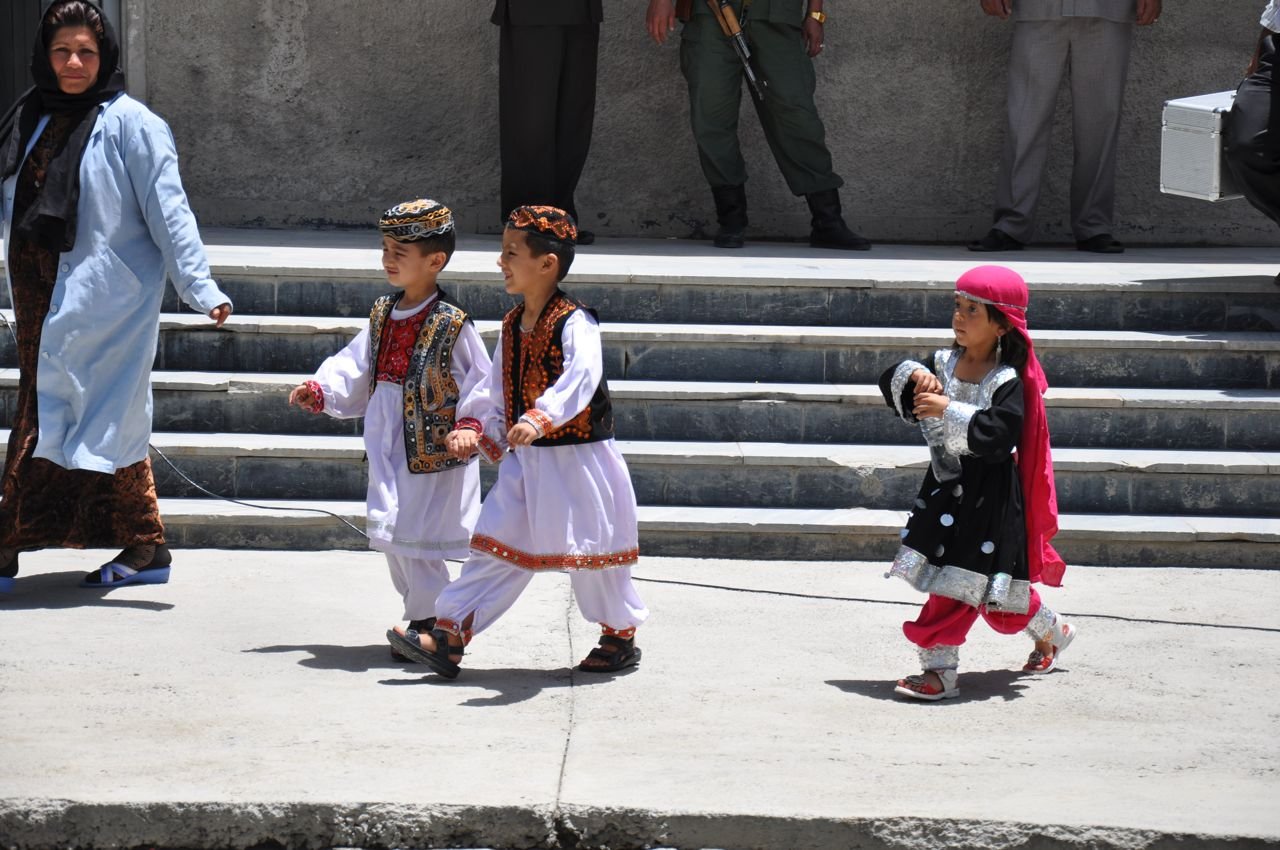
Các bé trai mặc Khet partug
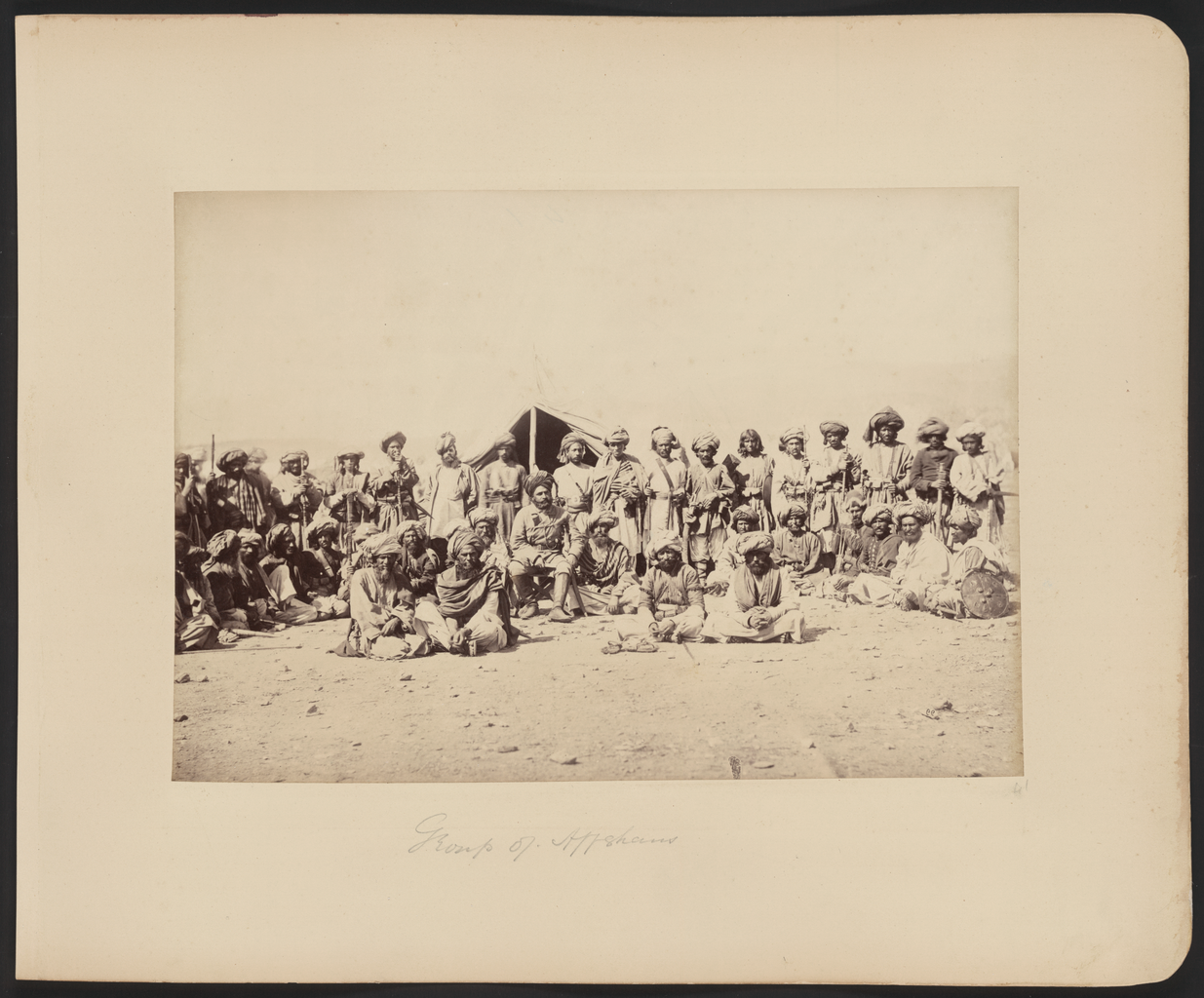
Nhóm người Afghanistan trong Chiến tranh Anh-Afghanistan lần thứ hai

## Thư viện ảnh Firaq partug

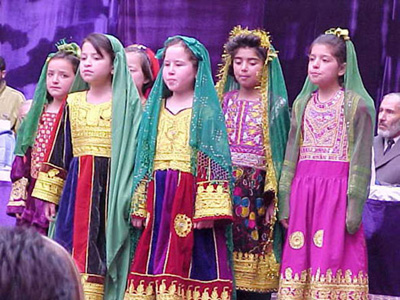
Các cô gái Afghanistan trong trang phục truyền thống
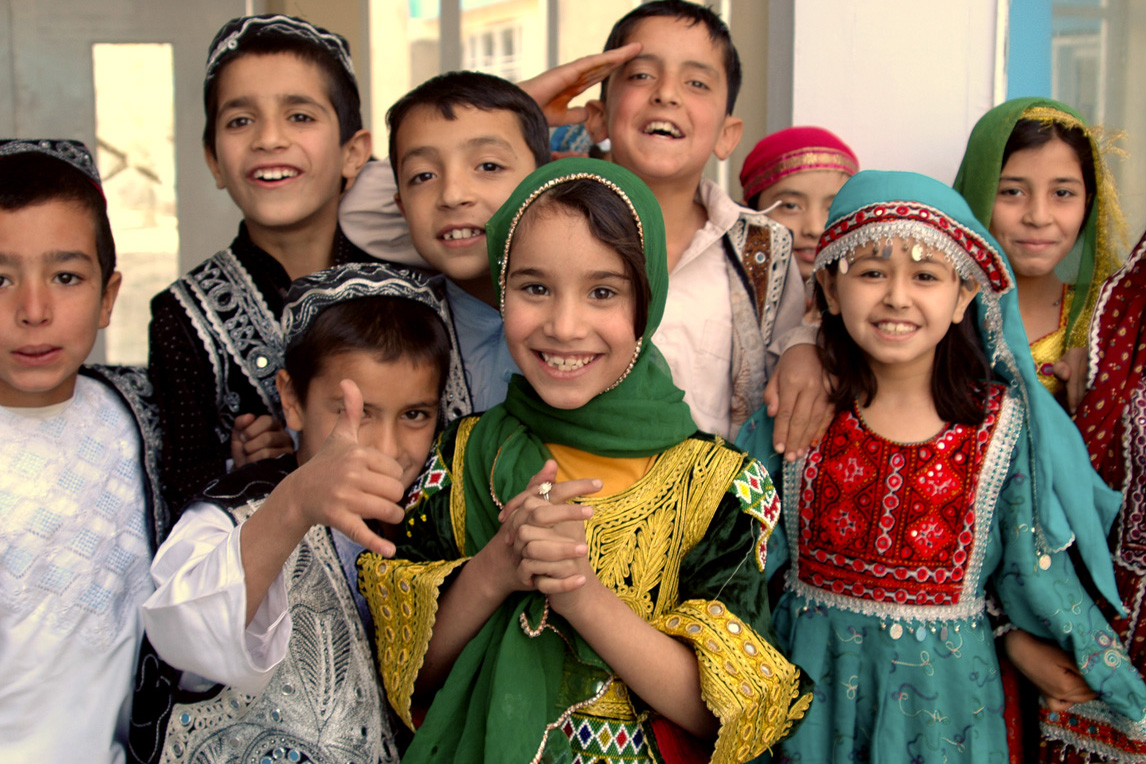
Học sinh Afghanistan ở Kabul
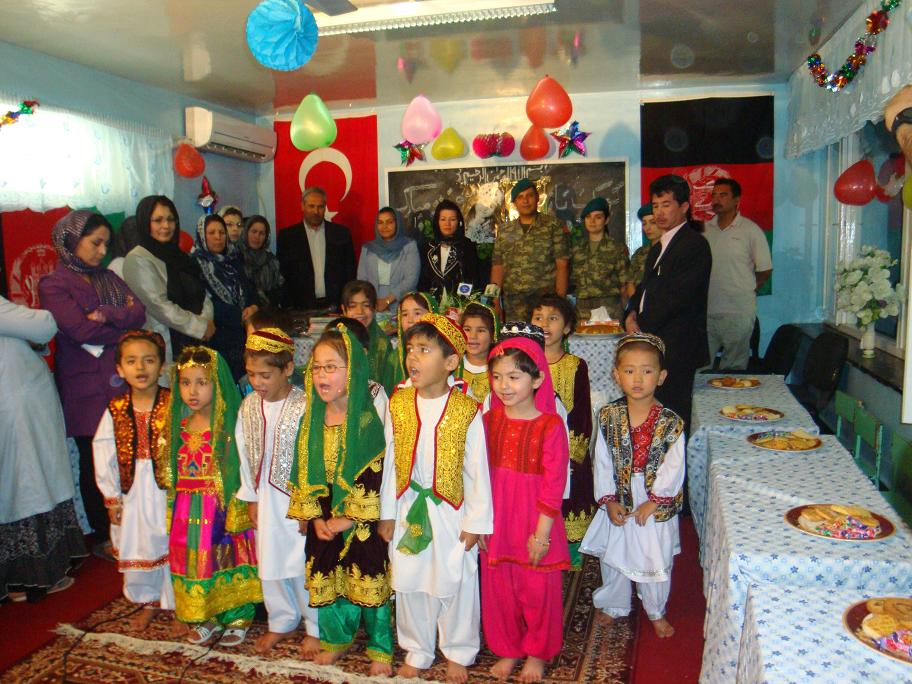
Ngày thiếu nhi 2010 tại Afghanistan
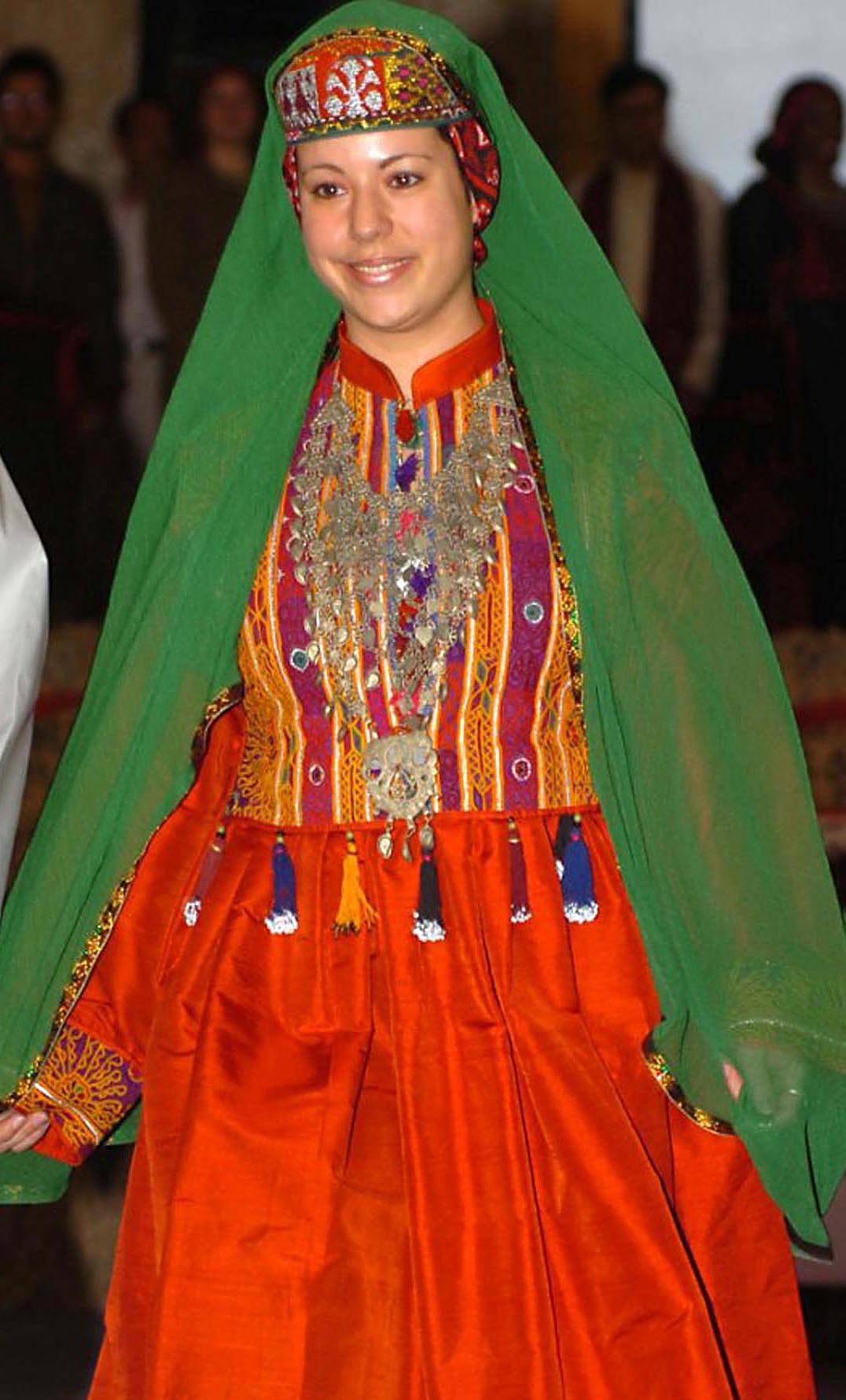
American GI bước xuống đường băng trong một buổi trình diễn thời trang mặc một chiếc váy truyền thống đầy màu sắc của Afghanistan. Ngày 3 tháng 3 năm 2008
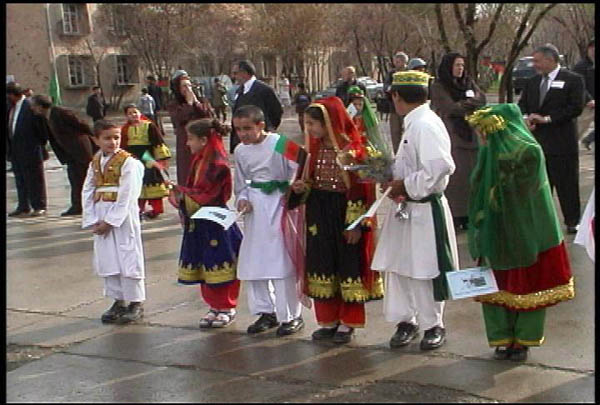
Trẻ em Afghanistan mặc quần áo truyền thống ở Kabul
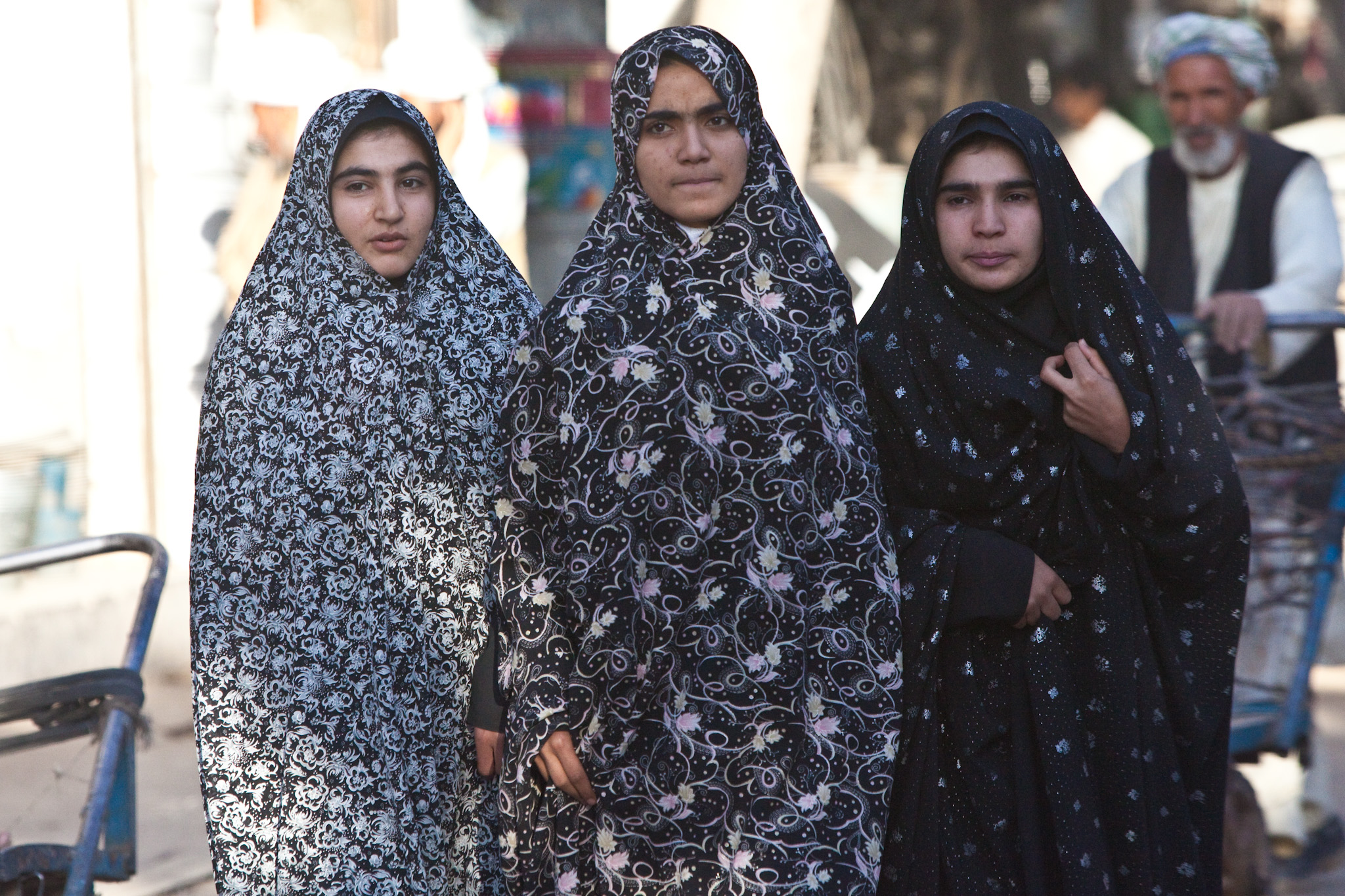
Phụ nữ Herat, Afghanistan mặc chador 2009
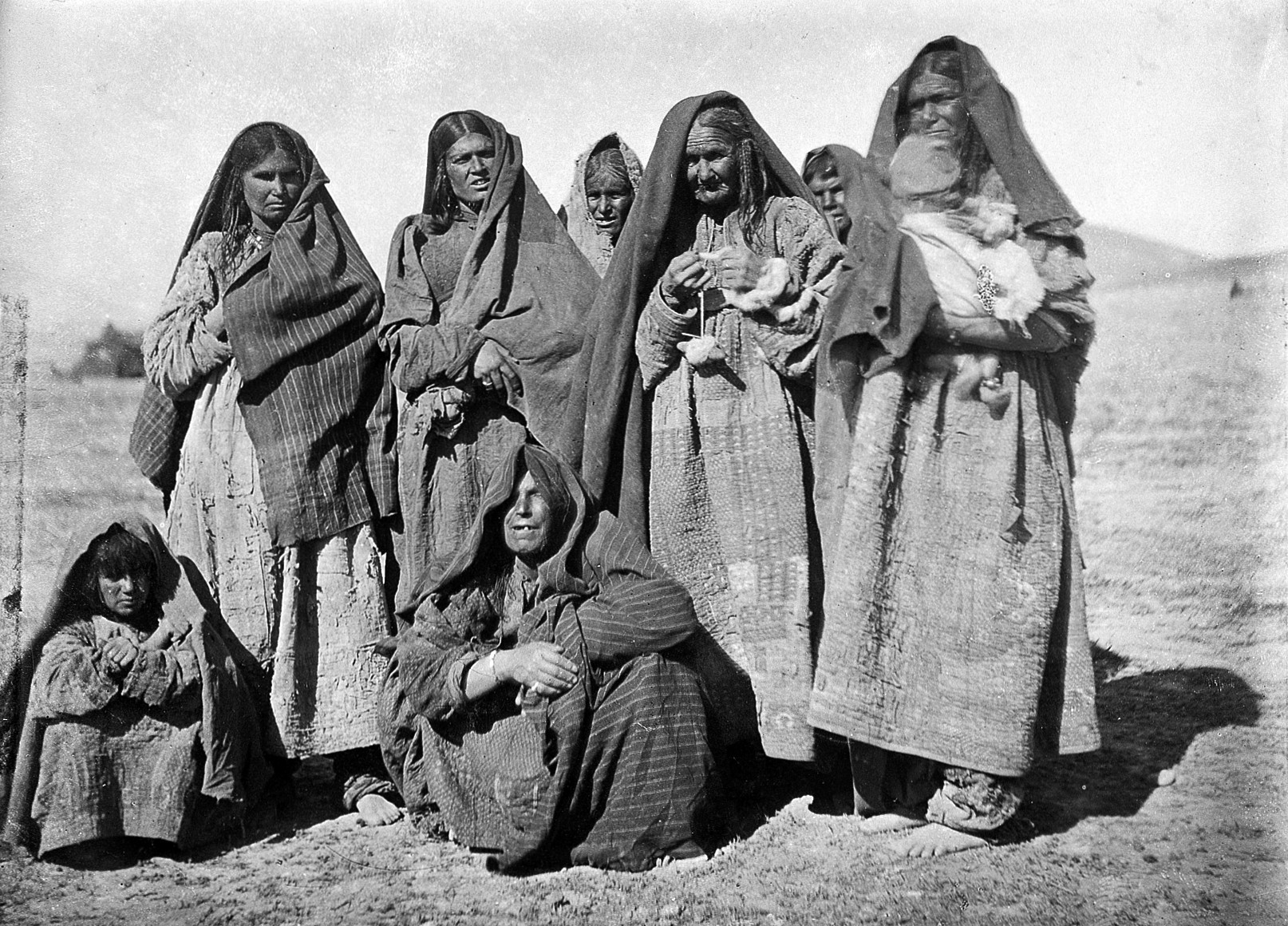
Firaq partug của vùng Kuchi
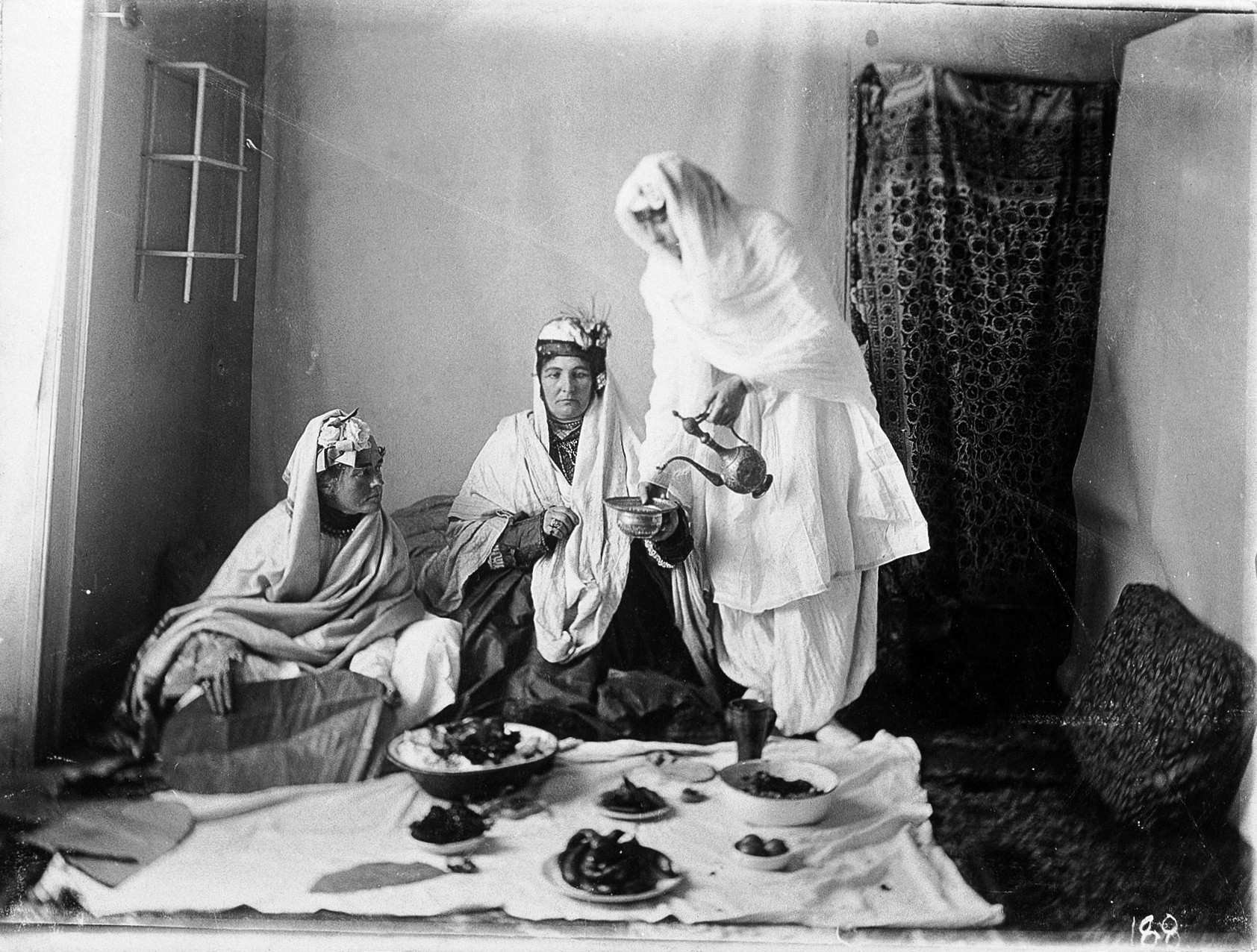
Phụ nữ mặc firaq partug
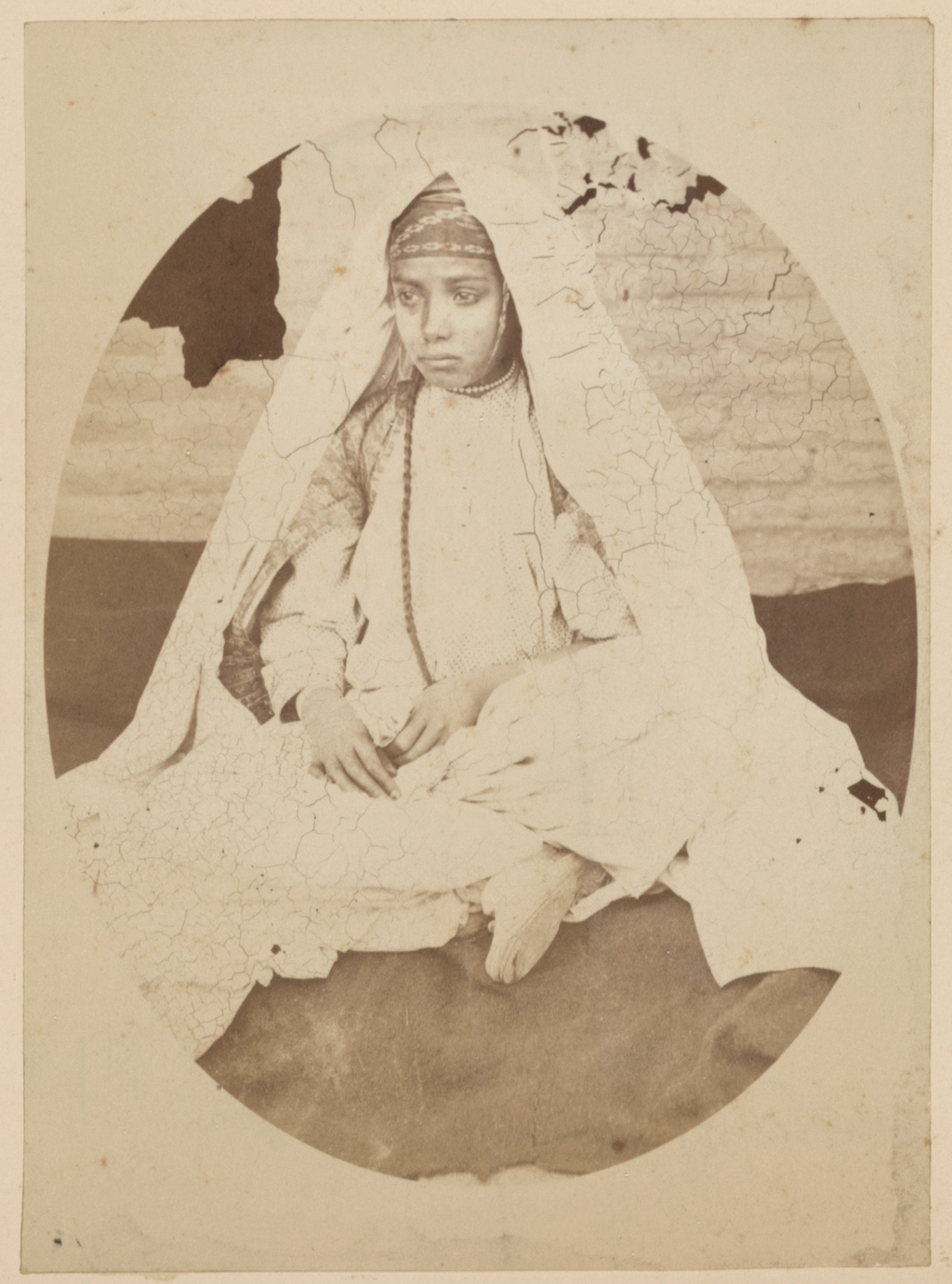
Một cô gái Afghanistan khoảng năm 1879

## Thư viện ảnh perahan tunban

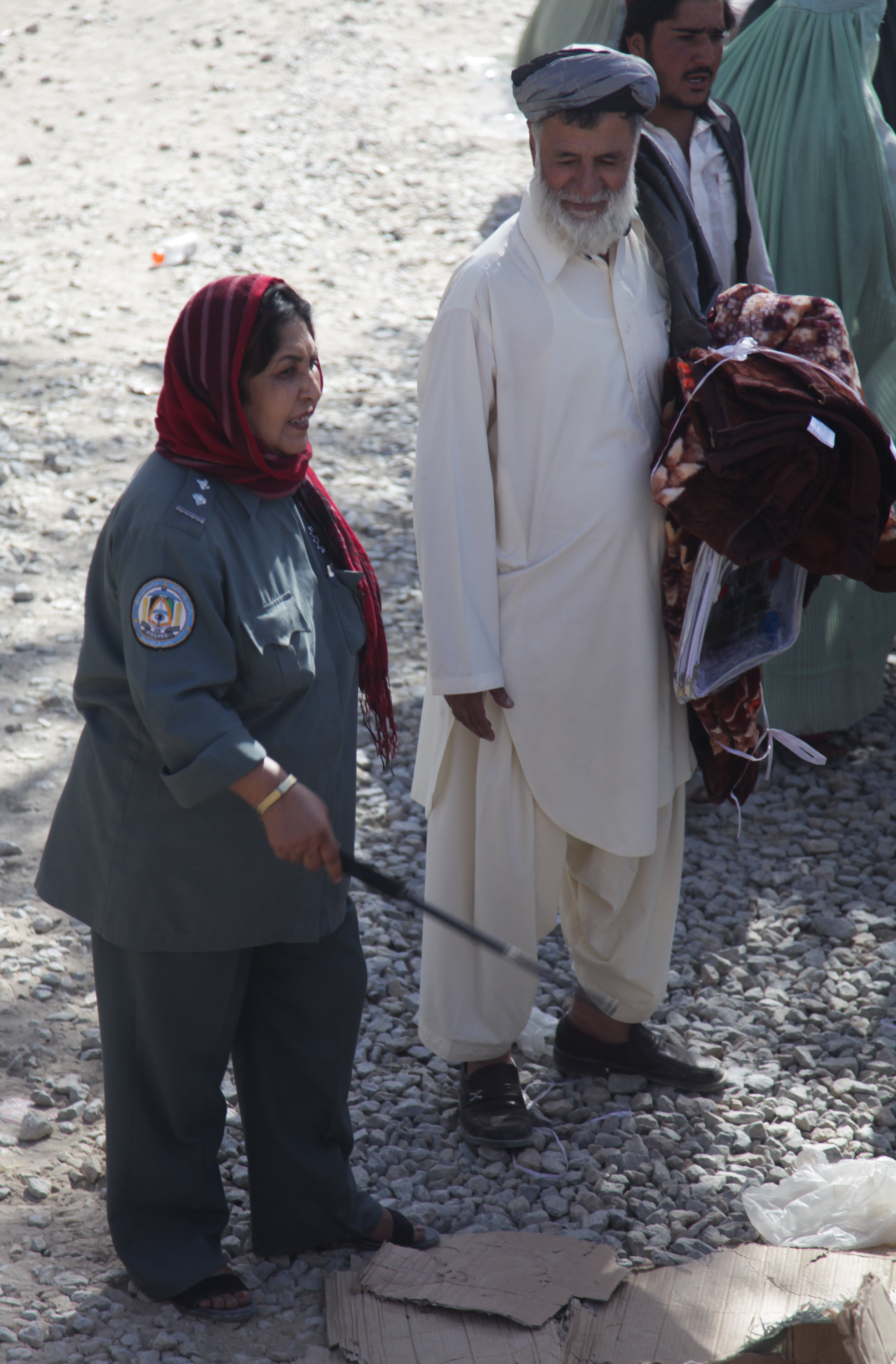
Người đàn ông trong trang phục Afghanistan: Perahan tunban
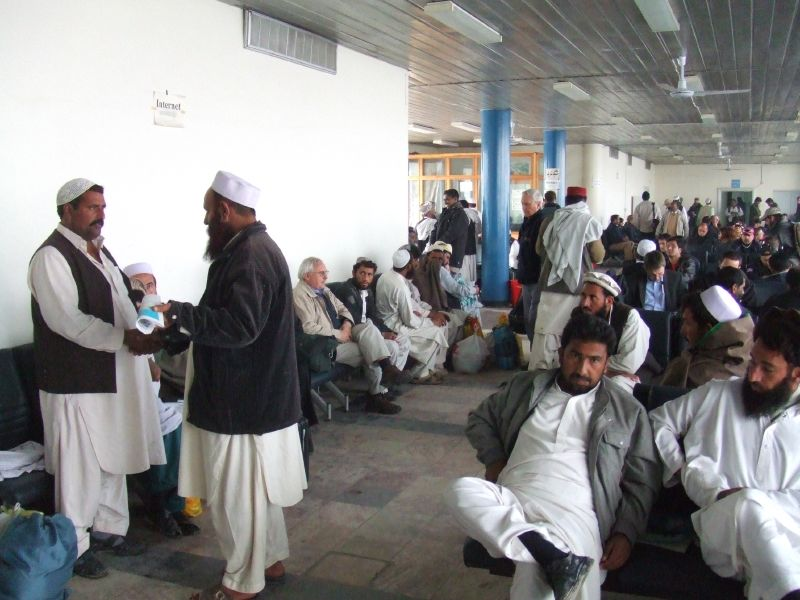
Đàn ông mặc Perahan tunban, kiểu shalwar kameez tại Sân bay Kabul ở Afghanistan
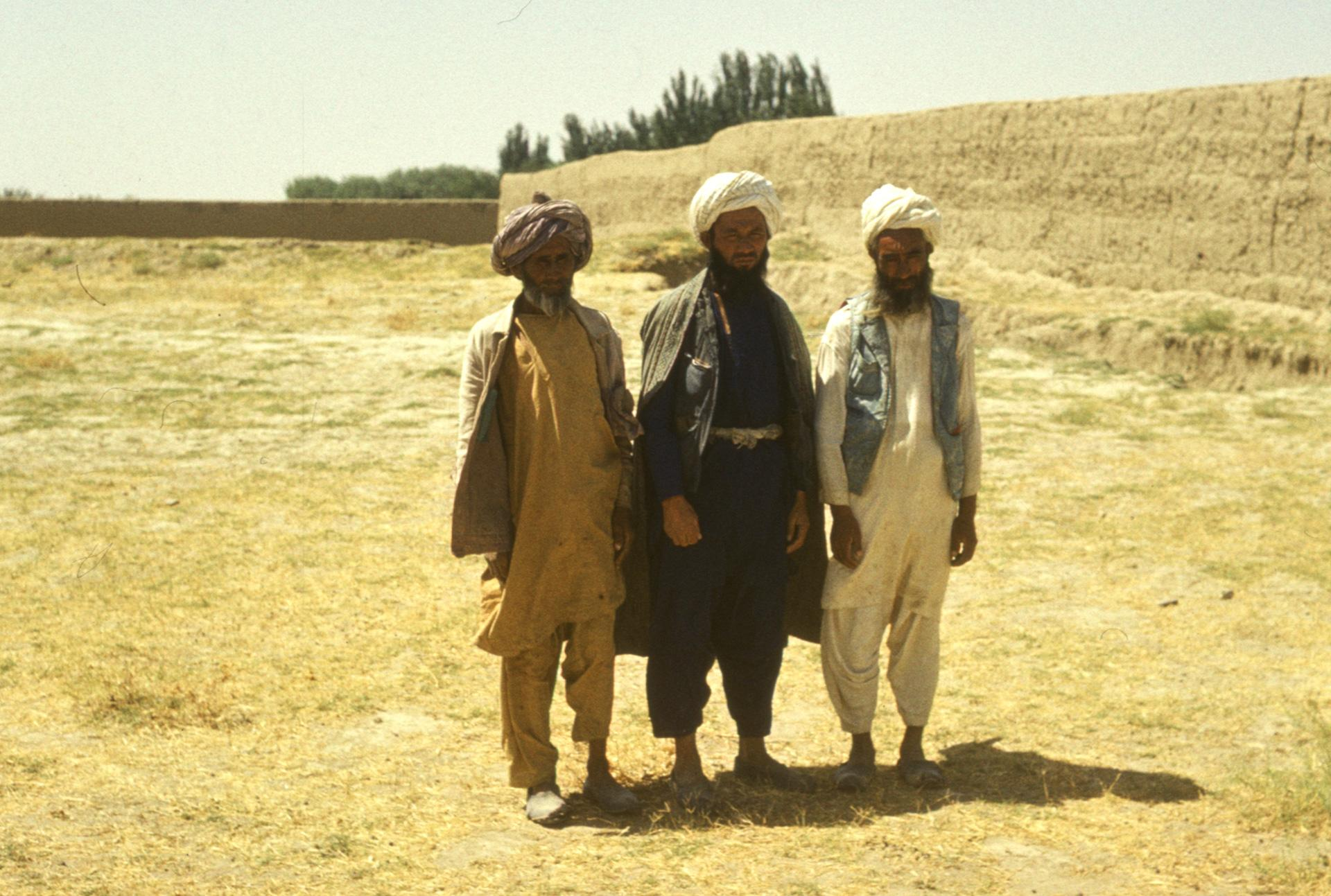
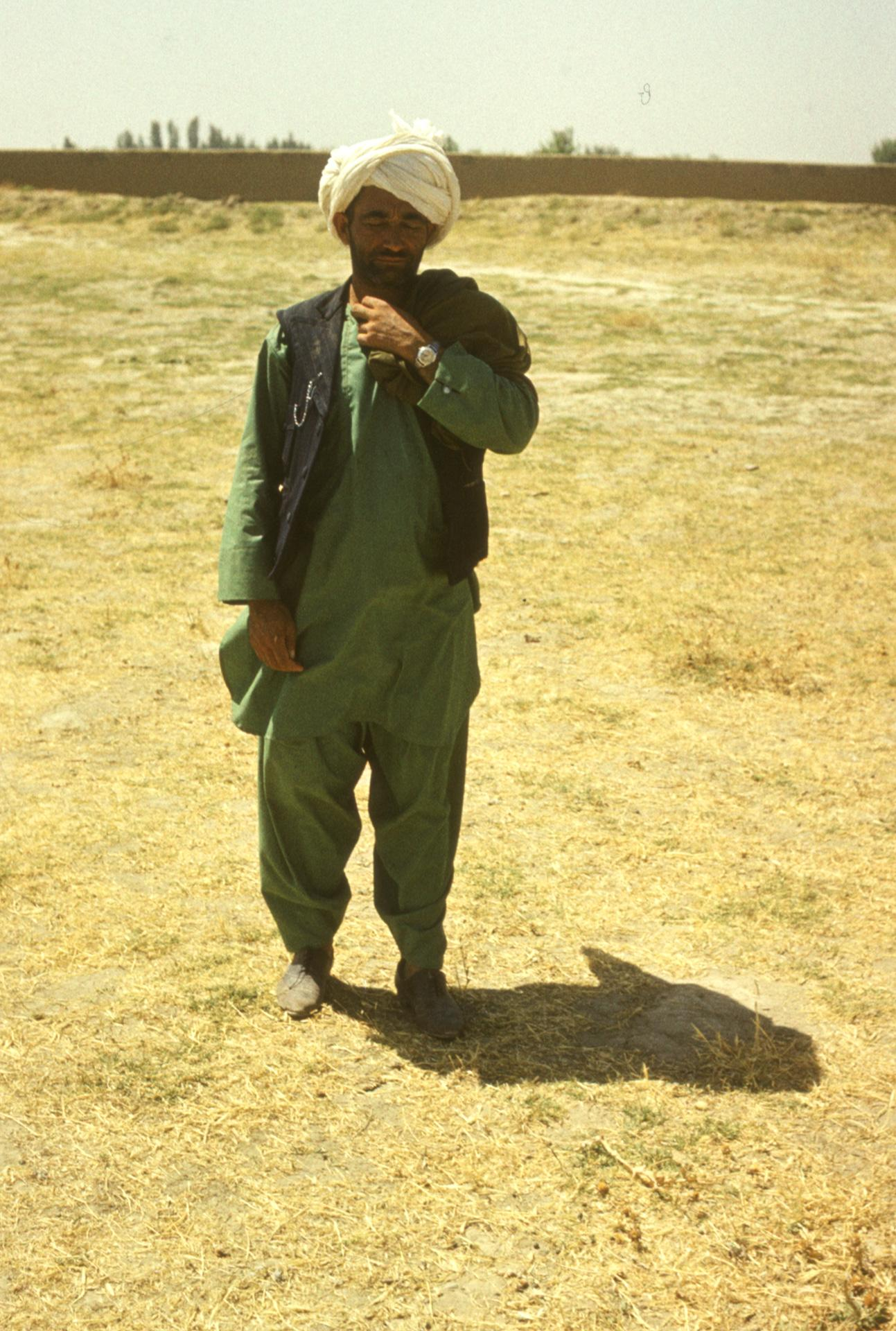
Pasztun - Qajsār - 001621s